# Liergues
Liergues és un municipi francès situat al departament del Roine i a la regió d'Alvèrnia-Roine-Alps. L'any 2007 tenia 1.696 habitants.

## Demografia

### Població
El 2007 la població de fet de Liergues era de 1.696 persones. Hi havia 613 famílies de les quals 134 eren unipersonals (56 homes vivint sols i 78 dones vivint soles), 193 parelles sense fills, 260 parelles amb fills i 26 famílies monoparentals amb fills.
La població ha evolucionat segons el següent gràfic:
Habitants censats

### Habitatges
El 2007 hi havia 657 habitatges, 624 eren l'habitatge principal de la família, 9 eren segones residències i 24 estaven desocupats. 570 eren cases i 86 eren apartaments. Dels 624 habitatges principals, 495 estaven ocupats pels seus propietaris, 106 estaven llogats i ocupats pels llogaters i 23 estaven cedits a títol gratuït; 12 tenien una cambra, 26 en tenien dues, 83 en tenien tres, 154 en tenien quatre i 349 en tenien cinc o més. 538 habitatges disposaven pel capbaix d'una plaça de pàrquing. A 238 habitatges hi havia un automòbil i a 351 n'hi havia dos o més.

### Piràmide de població
La piràmide de població per edats i sexe el 2009 era:
| Homes | Edats   | Dones |
| ----- | ------- | ----- |
| 0     | 95 o +  | 0     |
| 0     | 90 a 94 | 8     |
| 4     | 85 a 89 | 8     |
| 4     | 80 a 84 | 12    |
| 8     | 75 a 79 | 12    |
| 32    | 70 a 74 | 28    |
| 8     | 65 a 69 | 28    |
| 32    | 60 a 64 | 28    |
| 40    | 55 a 59 | 32    |
| 76    | 50 a 54 | 52    |
| 72    | 45 a 49 | 72    |
| 56    | 40 a 44 | 48    |
| 40    | 35 a 39 | 40    |
| 36    | 30 a 34 | 40    |
| 36    | 25 a 29 | 40    |
| 88    | 20 a 24 | 72    |
| 28    | 15 a 19 | 44    |
| 56    | 10 a 14 | 48    |
| 32    | 5 a 9   | 40    |
| 36    | 0 a 4   | 16    |

## Economia
El 2007 la població en edat de treballar era de 1.114 persones, 835 eren actives i 279 eren inactives. De les 835 persones actives 790 estaven ocupades (416 homes i 374 dones) i 45 estaven aturades (25 homes i 20 dones). De les 279 persones inactives 95 estaven jubilades, 115 estaven estudiant i 69 estaven classificades com a «altres inactius».

### Ingressos
El 2009 a Liergues hi havia 657 unitats fiscals que integraven 1.807,5 persones, la mediana anual d'ingressos fiscals per persona era de 21.306 €.

### Activitats econòmiques
Dels 101 establiments que hi havia el 2007, 3 eren d'empreses alimentàries, 1 d'una empresa de fabricació de material elèctric, 8 d'empreses de fabricació d'altres productes industrials, 23 d'empreses de construcció, 25 d'empreses de comerç i reparació d'automòbils, 4 d'empreses de transport, 2 d'empreses d'hostatgeria i restauració, 2 d'empreses d'informació i comunicació, 1 d'una empresa financera, 7 d'empreses immobiliàries, 12 d'empreses de serveis, 9 d'entitats de l'administració pública i 4 d'empreses classificades com a «altres activitats de serveis».
Dels 31 establiments de servei als particulars que hi havia el 2009, 1 era una oficina de correu, 4 tallers de reparació d'automòbils i de material agrícola, 1 taller d'inspecció tècnica de vehicles, 5 paletes, 3 guixaires pintors, 4 fusteries, 4 lampisteries, 4 electricistes, 1 empresa de construcció, 1 perruqueria, 2 agències immobiliàries i 1 saló de bellesa.
Dels 6 establiments comercials que hi havia el 2009, 1 era una botiga de menys de 120 m², 1 una fleca, 2 carnisseries, 1 una peixateria i 1 una floristeria.
L'any 2000 a Liergues hi havia 51 explotacions agrícoles que ocupaven un total de 462 hectàrees.

## Equipaments sanitaris i escolars
L'únic equipament sanitari que hi havia el 2009 era una farmàcia.
El 2009 hi havia una escola elemental.

## Poblacions més properes
El següent diagrama mostra les poblacions més properes.